# 이가야역
이가야역(일본어: 伊賀屋駅)은 일본 사가현 사가시에 있는 규슈 여객철도 나가사키 본선의 역이다. 상대식 승강장 2면 2선의 구조를 가진 지상역이다.

## 역 주변
- 독립 행정법인 고령 · 장애 · 구직자 고용 지원기구 사가 직업훈련 지원센터 / 사가 직업 능력개발 촉진 센터

## 인접정차역
| 규슈 여객철도 ■ 나가사키 본선 | 규슈 여객철도 ■ 나가사키 본선 | 규슈 여객철도 ■ 나가사키 본선 |
| ----------------------------- | ----------------------------- | ----------------------------- |
| 간자키 도스 방면              |                               | 사가 나가사키 방면            |